# 罗尔夫·舍伦贝格
罗尔夫·舍伦贝格（Rolf Scherenberg，1897年5月27日 - 1961年6月10日）是第二次世界大战期间的一位德国国防军少将，曾获颁騎士鐵十字勳章並擔任多個師的師長。1945年5月，舍伦贝格向苏联红军投降，他在苏联被判定为战犯，一直被监禁至1955年10月。